# Woolen

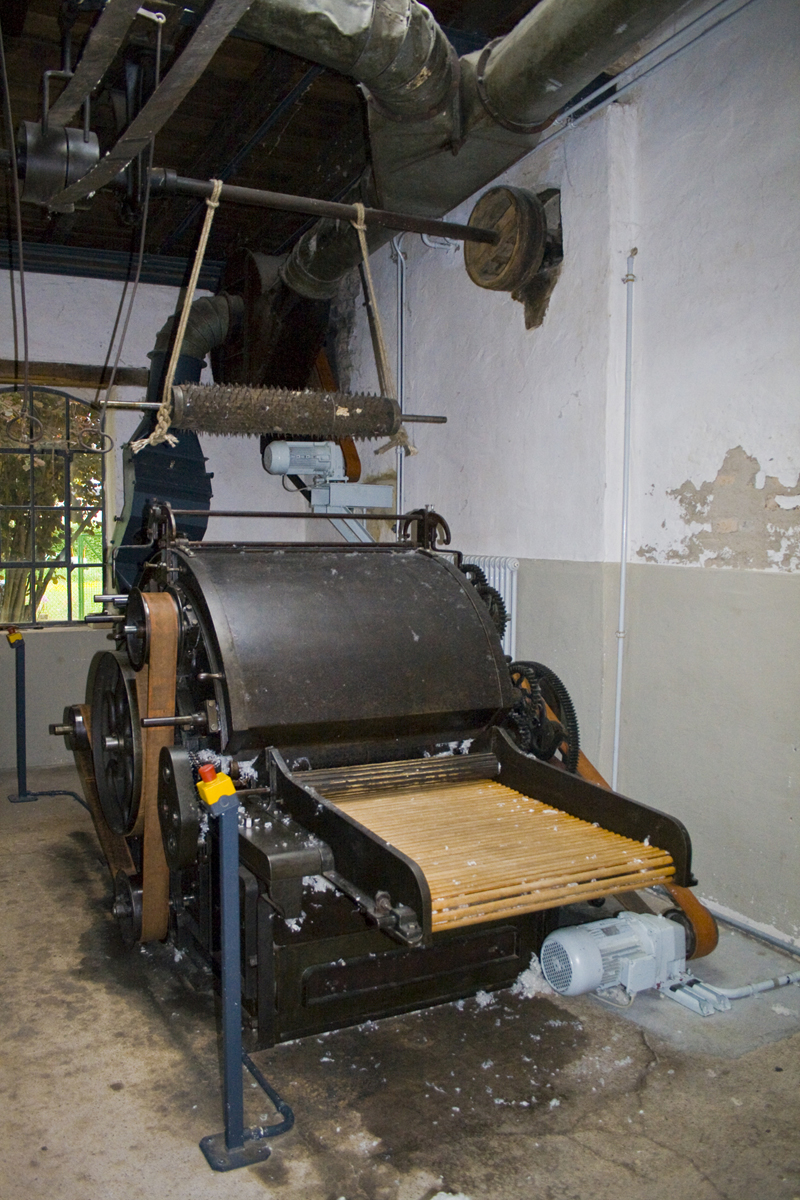
Un esempio di macchinario

Con il termine woolen si intende un tipo particolare di lana, derivato dalla parte meno nobile e scartata dalla lavorazione del cashmere. Viene utilizzata in particolare per filati di spessore superiore ai 0,5 mm, per la sua particolare vaporosità. Questo particolare tipo di lana deve essere molto morbido e filato. Si utilizza spesso per i capi d'abbigliamento che non si usano a lungo; ma anche per tappeti, coperte e giacche. Serve inoltre per rendere il tessuto più forte.